# 노랑눈우럭
노랑눈우럭 또는 옐로아이 락피쉬(Yelloweye rockfish)는 양볼락과의 한 어종이다. 명칭은 노란 눈의 외형에서 유래하였고, 쏨뱅이과 물고기 중에서 가장 큰 종의 하나이다. 일부 지역에서는 레드 스내퍼(Red snapper)라고 불리기도 한다.

## 특징

### 외형
노랑눈우럭은 자라면서 색이 변하는데, 유체일 때는 붉은 색이었다가, 성체가 되면 밝은 오렌지색이 되고, 노체가 되면 연한 노란색으로 변화한다. 이러한 뚜렷한 변화로 인해, 사람들은 오랜 기간 다른 연령대의 노랑눈우럭을 각기 다른 종으로 잘못 인식하기도 하였다.

### 생태
노랑눈우럭은 세계에서 가장 오래 사는 물고기 중 하나로, 수명이 114년에서 120년에 달한다고 알려져 있다. 노랑눈우럭은 주로 바다 밑 바위 틈에서 살면서 작은 물고기들이나 같은 쏨뱅이과 물고기들을 잡아먹으며 살아간다. 대부분 태평양 동부에 서식하며, 서식지는 미국 알래스카 연해에서부터 멕시코 바하칼리포르니아주 연해에 걸쳐있다.